# La Madeleine (montagne)
Pour les articles homonymes, voir Madeleine.
La Madeleine est un sommet du massif des Vosges culminant à 658 m d'altitude. Associé à de nombreuses légendes de réprouvés, dont certaines ont une véritable teneur historique, son nom provient d'un ancien hospice de malades, une madeleine sise à la base de son front septentrional qui a précisément longtemps porté le nom de Clairemont ou Clermont. La fontaine de la Solitude, sacrée bien avant d'être dédiée à sainte Claire, est aussi remarquable.
Les archives des derniers siècles d’Ancien régime attestent à côté d’une modeste route marchande de Rambervillers à Sélestat, un ancien ermitage religieux et un asile de lépreux. Cette institution sous la protection du pouvoir religieux porte avant le XVIIe siècle le nom de léproserie de La Chenal. Elle est en réalité la relique d’une vaste communauté de malades de la lèpre ou d’autres maladies contagieuses par contact avec la peau, bannies de la société civile bien-portante.
Les historiens soupçonnent que les lépreux et les malades, parmi lesquels se fondaient une foule de pauvres et de réprouvés, avaient des droits sur la contrée forestière. Valides ou aidés, ils se dispersaient en bonne saison dans la montagne proche de la madeleine, se lavaient dans le Taintroué ou les ruisseaux du massif, faisaient sécher leurs hardes. Leurs enfants bannis pouvaient s'y établir, fonder des hameaux et participer au ramassage du bois mort et du bois blanc pour se chauffer.
Le massif était franchi au XIIe siècle par plusieurs chemins de pénitence ou de saint Jacques au bien nommé col du Haut Jacques. La montagne forestière s'appelait Agne aux temps mérovingiens, nous ne connaissons pas son emprise réelle. Sa zone méridionale apparaît après le XIIe siècle et surtout au XIVe siècle sous le nom de bois de Mortagne. L'évolution du toponyme s'accorde avec la présence de ces morts civils qu'étaient les lépreux.
La montagne qui a été une source d’hommes a été véritablement divinisée en saint Villigod, qui faisait à Saint-Dié l'objet d'un culte public le 8 juillet en compagnie de saint Dié, saint Martin de Moyenmoutier et sainte Hunne.
L'histoire, les légendes et les traditions associées à la montagne opposent ici la fureur dévastatrice à la douceur la plus paisible, dans une continuelle et inquiétante succession manichéiste. Aujourd'hui cet ancien lieu de réprouvés, quasi désert, est laissé aux marcheurs, aux gestionnaires et exploitants forestiers. Le marcheur solitaire pouvait y grimper et accomplir un périple de plusieurs heures encore récemment en toute saison sans rencontrer âme qui vive. Une impression de solitude étrange, quand on n'ignore pas la densité d'êtres vivants ayant hanté ou vécu dans ce massif, rejoint l'émotion ressentie au cours d'une visite à un bagne abandonné ou à une prison désaffectée.

## Toponymie
- Si vous ne connaissez pas le sujet, laissez ce bandeau (vous pouvez alors contacter les auteurs).
- Si vous supprimez le contenu mis en cause (vous pouvez préalablement contacter les auteurs),

argumentez précisément cette suppression dans la page de discussion
(un manque de référence n'est pas un argument ; une recherche réelle de référence doit avoir été effectuée, être formellement documentée).
À force de vivre avec la maladie, les confréries et les habitants de La Madeleine, privés d’apport médical, ont fait appel aux ressources traditionnelles les plus simples. Le massif de La Madeleine est autrefois réputé dans la culture populaire pour abriter pléthore de guérisseurs et soigneurs formateurs. La thérapeutique pour soulager les lépreux semble consister en cure d’eau hygiénique et une exposition parcimonieuse au soleil. Le fréquent lavage des linges et son blanchissement sur les prés sont aussi une consigne respectée. À l’ombre des arbres, les lépreux nettoient précautionneusement leur peau avec les eaux des rivières et canaux. Le lavage transparaît dans le terme Gachotte, de l’ancien français gascher (allemand waschen). Sauceray proviendrait de saucer, être trempé. Un puits et une source de Sauceray avaient aussi la réputation de contenir du sel bénéfique pour ces cures. Peut-on parler d’un droit de mouillage qui caractérise canaux et ruisseaux du sanctuaire ou de ses abords ? Le latin tinctum, participe du verbe tinguere, semble être à l’origine de Taintrux et de Taintroué.
Une autre étymologie associe Taintrux à une teinte colorée, précisément au rouge des limons sableux. Cette interprétation érudite est influencée par la Rouge Pierre, autrefois Fracte Pierre et l’omniprésence de cette couleur, en particulier les localités Rougiville et Les Rouges-Eaux. Le rouge évoque plutôt l’exclusion officielle du malade lépreux. Rubrifier signifie censurer, exclure, rayer des membres de la communauté. Cet abandon du malade à un sort funeste se retrouve dans le verbe vuider, abandonner en ancien français, qui apparaît dans les lieux Vidonchamps et Vacherie.
Pour conjurer ces lieux malfamés Malfosse, Mauvais champ… l’eau courante purificatrice serait invoquée jusqu'à celle des simples installations hydrauliques: canal ou chenal, bief, du gaulois bedum (lit d’une rivière ou canal, fossé) devenu bihay. Il existe une autre interprétation prosaïque, car les lieux évoqués autrefois diffèrent des installations : le canal ou la Chenal serait un lieu de distribution de vivre sous condition, très semblable un bihay serait aussi un lieu de queue et de séparation : aux plus malades, des soins claustrés dans une infirmerie, aux autres une simple provende, aux autres non enregistrés, un simple renvoi, une arrestation, un avis de non-recevoir.
Le nom des trois ruisseaux de Saint-Michel, la Vacherie, le Battant et le Herbaville semble relié à la Madeleine. La Vacherie, à part le lieu d’élevage évidemment suggéré par l’étymologie populaire, serait le lieu d’abandon des malades, lieu de perte, de vacance ou viduité pour les familles qui les accompagnaient. L’errance des malades y était puni de mort. Le battant peut désigner un droit d’implantation de moulin à grain pour les affamés ou encore une frontière dont le franchissement est sanctionné par une peine de bâton ou de harcèlement, un beteu autorisé. Herbaville montre le cœur de la communauté des réprouvés, qui garde le souvenir d’un ordonnancement militaire, avec l’étymon heriban villa ou domaine sous ordre militaire. La Chaise du Roi rappelle une case ou maison du règlement stricte. Une altération d'Herbot, qui désigne en ancien français les pauvres et misérables, apparaît probablement dans le toponyme Herbaudichamps, voisin des Pourris Champs. Les visages pourris ou peaux putrides nomment les lépreux. Les lépreux sont aussi dits pourris, blafards, difformes, défigurés…
Du côté de Saint-Dié, La Bolle serait étymologiquement une borne fatale à franchir pour les malades de la communauté forestière, la Chenal un des lieux de distribution de vivres et peut-être encore la rivière canalisée qu’il ne faut pas franchir sous peine d’être battu, et la Rouge Pierre, où la marque exclusive du lépreux devient indélébile et sans retour.

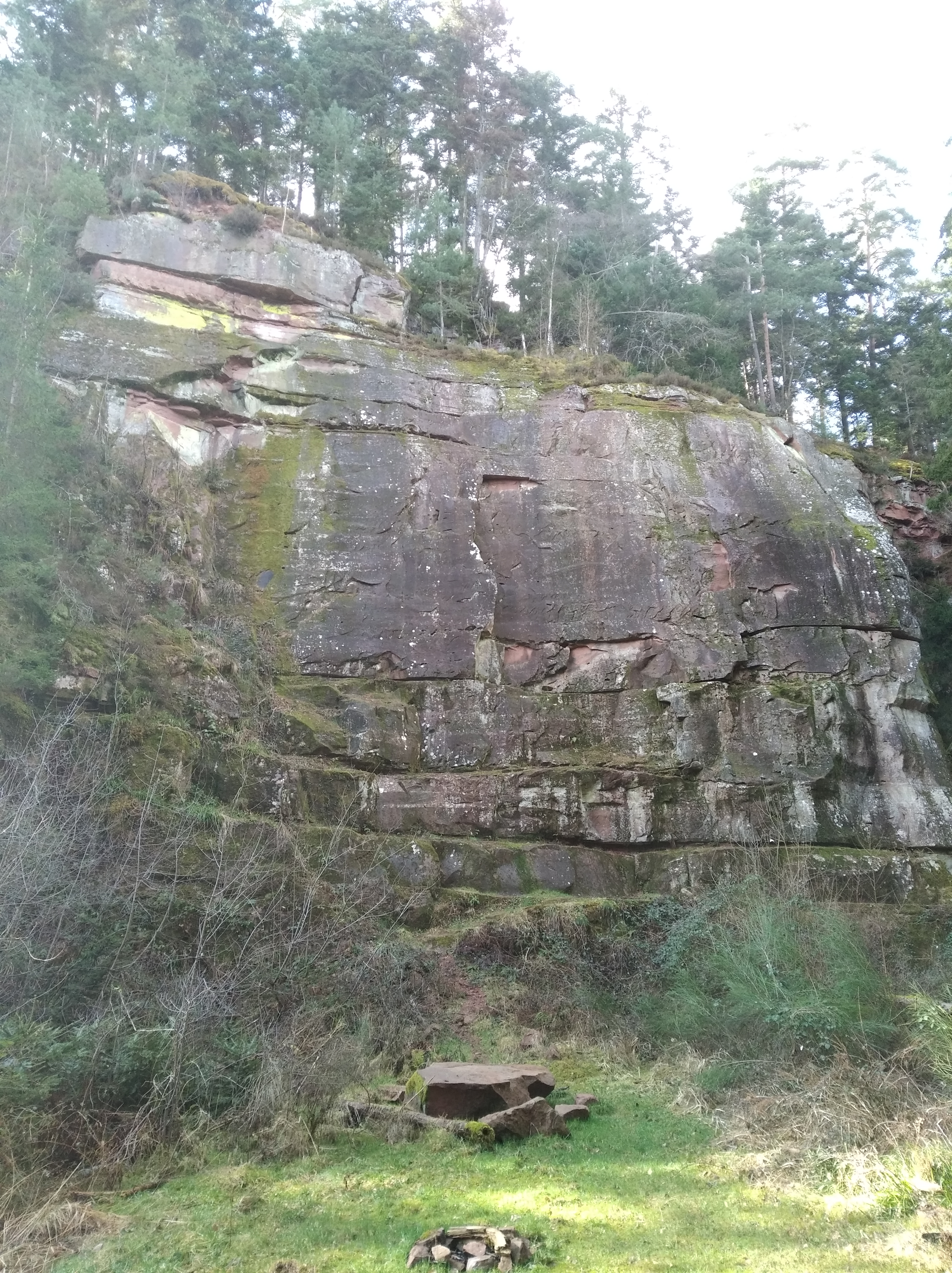
Falaise d'escalade de la carrière de la Biche.

Les sommets portaient des troupeaux : la tête de la Biche désigne une ancienne chaume, Bische viendrait de l’ancien français bisse, bétail ou plus loin encore de bestia, bête. Suivant cette dernière acception, les anciens conteurs identifiaient formellement la bête pourchassée lorsque la roche apparaissait dans les nuées. Notez en français que la biche est traditionnellement associée aux visages émaciés à la beauté frappante de grands yeux et à la survenue de la saison calme qui permet de contempler cette éminence rocheuse. La table Rouquine rappelle de manière altérée la présence de petits chevaux rustiques ou roncins, lâchés par les montagnards en vertu d’un droit de pacage en bonne saison sur ce plateau. Roncinfête marque un sommet pâturé aux pentes plus prononcées. La divagation de bétail impose des haies, des murets et des barrières défensives. Les cultures sèches semblent apparaître aux couhhelles, dérivés probables de corhis, cortis par coxey, lieux de multiples enclos cultivés. Beaucoup de terrasses très anciennes abondent dans le secteur des Rouges-Eaux, préservant encore pour longtemps des vestiges de civilisation néolithique.
La toponymie originelle que l’on s’est efforcé de retrouver avec prudence est porteuse du sens juridique que la coutume affecte au lieu. Elle laisse transparaître l’usage d’un lieu, plus général que l’étymologie populaire qui a influencé sa mutation. L’évolution du toponyme obéit autant à une altération phonétique qu’à un rapprochement avec les multiples pratiques et croyances hantant le lieu, parfois mystificatrices du sens originel.
Aux passants ou aux ouvriers qui s’aventuraient dans le massif, les malades devaient le respect et signaler leur présence soit en criant ou geignant soit en produisant un son clair et reconnaissable avec un instrument. De manière sensuelle, peut-on imaginer des étoffes blanches ou lanels flottant au vent sans les associer aux clapes. La tradition orale a gardé de cet espace une perception essentiellement auditive, en commençant par les simples frappements sonores, les cliquetis des cliquettes et le tintement des crécelles.

## Géographie

### Situation
La Madeleine est une montagne des Vosges gréseuses, aux formes tabulaires massives, bien visibles à partir des vallées adjacentes ou aperçues au sud-est du plateau de Nompatelize. Cette contrée aujourd'hui forestière du canton de Saint-Dié-des-Vosges-Ouest culmine à 658 mètres d'altitude sur les Hauts Champs au-dessus du Champ du Corbeau, à la limite communale de Saint-Dié et de Saint-Michel-sur-Meurthe.

### Climat et météo
Son observation procure aux habitants expérimentés de la vallée de la Meurthe des renseignements quasi-infaillibles sur l’évolution météorologique locale. Le noircissement global de La Madeleine, en particulier la tête de la Biche (647 m d'altitude), bien visible de l'ancienne prairie d'Hellieule, indique la survenue de précipitations conséquentes et des intempéries plus ou moins sévères selon la saison. Mais les habitants des contreforts du Kemberg, en particulier du hameau de Grandrupt, fixent vers le sud-ouest le noircissement du « trou de la Bolle » pour prédire sans coup férir la pluie dense ou anticiper les violents orages estivaux.
Aux abords septentrionaux de la Madeleine, des courants d’air, parfois forts au ras du sol, signalent l’existence de plus haute pression au sud-ouest à altitude égale. La première cause de différences barométriques en est le relief, une seconde la turbulence des écoulements induits. Il faut ajouter les phénomènes d'échanges thermiques dus aux précipitations sur les premiers versants rencontrés. Dans ce dernier cas, deux évolutions thermiques sont possibles :
- la perte d'humidité de l'air permet parfois d'emmagasiner la chaleur de condensation, et le vent rasant, réorienté par les obstacles topographiques, devient plus sec et plus chaud lors de sa descente. Ce « microfoehn » contribue à une très légère surélévation des températures moyennes en fond de vallée, en saisons humides ;
- la détente adiabatique dite de Joule-Thomson s'ensuit après la plongée sur l'autre versant d'un vent turbulent, initialement doux ou chaud. Le vent descendant avec rapidité les pentes devient plus frais. Ce vent de montagne s'écoulant en journée caniculaire permet un agréable rafraîchissement s'il n'est pas trop violent.

Ces vents bas, souvent porteurs d'odeurs de forêt, de sève de pins ou d'écorces, coexistent souvent avec le flux aérien régulier d’ouest, frais et porteur d’humidité. Dans ce cas, les fanons des enseignes ou les drapeaux des stations fluctuent et se tendent vers le nord, dressés par un vent vif et étonnamment tiède descendant des hauteurs de la Madeleine alors que le fil des nuages en hauteur s’étire paisiblement vers l’orient.
La Madeleine était autrefois renommée par les vents turbulents qui semblaient s'en échapper en période de violentes tempêtes hivernales.
Enfin, l’estimation de la proximité visuelle des trois massifs, la Madeleine, le Kemberg et l’Ormont, en prenant au besoin des roches repères, permet de déterminer l’hygrométrie de l’air en absence de vol d’hirondelles. Ce test optique permet d’anticiper les précipitations de plusieurs heures.

### Géologie, géomorphologie et pédologie

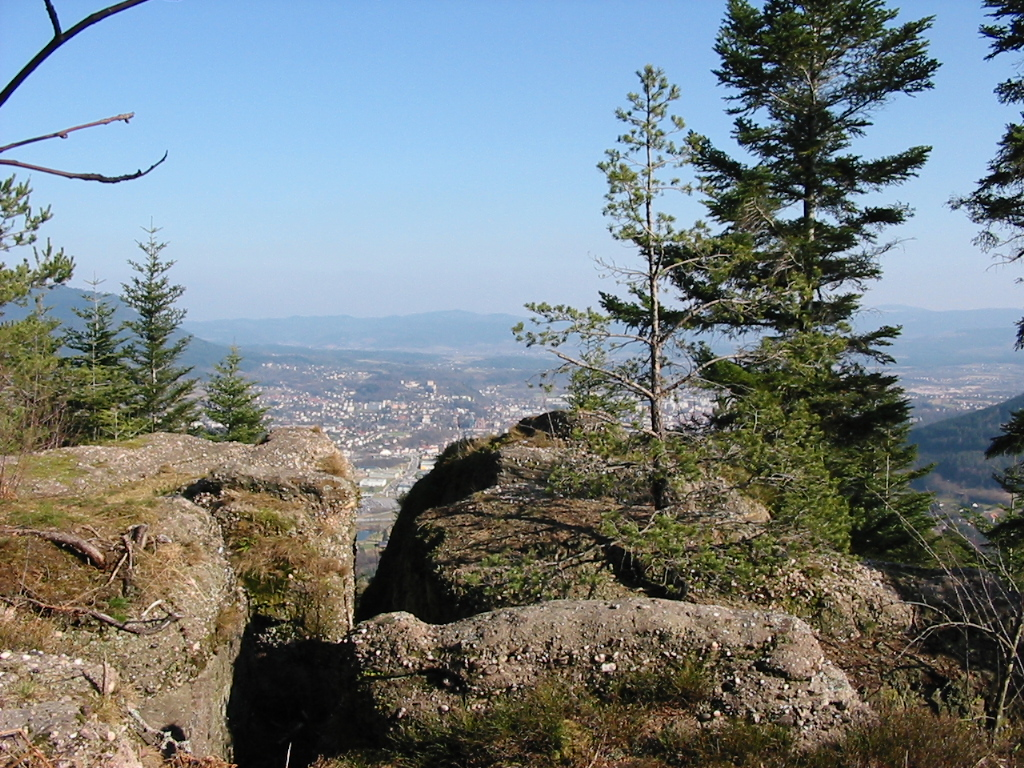
La roche du Bihay (586 m).

Le massif gréseux de La Madeleine est remarquable par ses sommets tabulaires. Le plateau de la Madeleine est recouvert de larges lambeaux de grès bigarrés sur des conglomérats gréseux.
Le massif de la Madeleine présente des exemples remarquables de corniches doubles :
- au-dessus du val de Taintroué, les roches de Lanelle en conglomérat principal dominent le niveau de la roche de la Madeleine ;
- la roche des Fossés à 649 mètres d'altitude surplombe la roche des Hauts Champs qui n'atteint pas 600 mètres d'altitude, au-dessus de Saint-Michel.

D'un point de vue géomorphologique, ce massif forestier peut être englobé dans un plus vaste massif comportant la forêt de Champs et la forêt de Mortagne. Son nom mérovingien était Agne ou Agnelle. L'altitude des lignes sommitales majeures de ce vaste massif forestier décroît sensiblement de l'est à l'ouest et du sud au nord. La Table Rouquine, sommet oublié dominant à 705 mètres d'altitude le bois de la Famille, en est le point haut, entre Taintrux à l'est et Les Rouges-Eaux à l'ouest. Le relief de côte ou de cuesta est également visible, comme pour le Kemberg.
Les sols siliceux et argileux des hauteurs tabulaires, produits par l’altération physique et surtout biochimique, des roches gréseuses du plateau de la Madeleine, supportent une végétation très actives, ils ont un très bon potentiel sylvicole. Le grès vosgien retient des sols médiocres : sur les versants au soleil, plus secs, les sols peu profonds, aux strates lessivées, demeurent pauvres. Ainsi en témoignent les versants ensoleillés vers La Bourgonce, proche du Thoné. Il n’y a que les versants ombrés, accumulant surtout des sols bruns sur les fonds ou des basses qui restent favorables aux forêts. Les sols sur grès rouge ou permien, au pied du massif, sont plus variées et riches selon le forestier Gazin.

## Histoire

### Ban forestier
Les forêts de la vaste montagne au pied de Fractepierre qui est devenu Rouge Pierre ont été attribuées par la charte de l’impératrice Richarde aux chanoines d'Étival en 886. Ce secteur couvre la zone du Haut Jacques du col du Monrepos aux rives du Taintroué, il englobe les forêts de Mortagne et des Rouges-Eaux. Les limites floues et la multiplication des seigneurs forestiers au sud du massif expliquent l’éviction et le recul des prétentions stivaliennes. Il reste que, dès le développement du débardage ou du sciage, les chariots des tronces et planches empruntent le col de Monrepos et rejoignent la vallée de la Meurthe au port de Bourmont.
Richarde, protectrice du ban d'Étival aurait dédié la vaste montagne forestière aux soins des malades et des pauvres, en émancipant une grande partie des réprouvés d'Herbaville. L’institution communautaire est devenue maladrerie, puis léproserie probablement au XIe siècle et la contrée affectée à son usage, le ban forestier, a pris le nom de La Madeleine.
L’exploitation forestière, source de revenu, n’a jamais cessé malgré la présence estivale des lépreux dans la forêt, de troupeaux et de cultures sur les chaumes et clairières. Traditionnellement, les bois étaient coupés et débardés en hiver. Les lépreux ou autrefois les malades réprouvés sans chaîne devaient tourner leurs crécelles ou actionner leurs cliquettes, signalant ainsi leur présence indésirable aux ouvriers des bois. En bonne saison, les lépreux peuvent assurer la garde des bois mis en réserve, notamment vis-à-vis des chevaux et bestiaux placés en libre pâture. Le flottage du bois n’a pas non plus été entravé par les soins et les rites de propreté de la communauté lépreuse sur le Taintroué.
La nécessité de capitaux dans la gestion de la léproserie a été une cause de retrait de l’abbaye stivalienne. Ses chanoines, autrefois dirigistes et entreprenants, souhaitent se consacrer à une vie essentiellement contemplative au début du XIIe siècle et dilapident leurs réputations et leurs biens au XIVe siècle. La Collégiale de Saint-Dié, aux fortes ressources financières d'origine lorraine et adepte d’un christianisme mesuré, a capté cette direction et du coup les biens qui lui était associés. Elle tend d’ailleurs à les associer à sa gestion générale des hospices.
Dans son sillage, la ville de Saint-Dié, favorisée par les autorités d’occupation française ou les reprises autoritaires ducales, capte en toute propriété une grande partie de la Madeleine dès 1710. Les communautés limitrophes affirment au même moment leurs droits importants. C’est le cas de Saint-Michel, La Bourgonce, Mortagne, Les Rouges-Eaux et Taintrux. En 1792, un accord entre la commune de Taintrux et Saint-Dié permet à cette dernière hégémonique de récupérer les Terres Mêlées et le Champ du Corbeau. En 1849, la forêt de La Madeleine appartenant à Saint-Dié compte 80 ha de pins de belle race locale. Elle est restée longtemps une de ses forêts les plus productives.

### Contrée forestière de réprouvés et de lépreux
Étudiant les antécédents du folklore, le pharmacien Henry Bardy suggère que la maladrerie existe avant la charte de sainte Richarde en 886. L’impératrice reprend les limites du ban stivalien et les précise en faveur de la fondation de chanoines, du pied du Répy à Fractepierre. Le lieu méridional forestier est sans doute mis hors ban de la bonne chrétienté, au sens de justice civile. Est-ce à l’origine un camp de forçats ou d’esclaves captifs ? Il existe une très longue tradition d’exploitations des mines et de carrières dans la montagne par des bagnards enchaînés. Avant le VIe siècle, la contrée sous obédience militaire semble réserver aux réprouvés et aux captifs de guerre. Ce lieu gardé, traversé par un modeste chemin, accueille plus tard des miséreux, des malades et des gens de mauvaise vie.
Du IXe siècle au XIe siècle, l'institution de la Madeleine avec le vaste massif forestier qu'elle contrôle par ses droits et que les proscrits les moins affaiblis par la maladie hantent est sous influence de l’abbaye de Moyenmoutier. Nous ne savons pas si elle en a l'autorité exclusive. Aux périodes néfastes, les surplus de contingents accablés de maux sont transférés d'autorité à l’ermitage de Malfosse, réputé mouroir légendaire sur le territoire médianimonastérien. Les épidémies de feu sacré, peut-être une peste entre 1022 et 1028, où la chasse sainte Hydulphe parcourt en toute hâte les localités victimes du fléau, et sans doute le terrible mal des ardents ou feu saint Antoine causé par l’ergot de seigle avarié, ont accru la fréquentation de cette maladrerie par le surcroît de misère induit. Les victimes de la peste ou du mal des ardents ne semblent pourtant pas être accueillis dans ce sanctuaire forestier.
Le contrôle administratif lointain de ce ban forestier réservés aux réprouvés n’empêche pas les visites de bénédictins. Hughes, moine de Moyenmoutier, aurait séjourné en ermite avec les infortunés de Dieu à la Madeleine. Il a pu en sortir, probablement après une quarantaine, pour aller fonder un prieuré à Portieux. La communauté de la Madeleine communément au contact avec la mort pendant les épidémies intrigue les administrateurs bénédictins, religieux fascinés par l’ultime échéance. Des ermites gueux nullement consignés dans les archives ont aussi partagé plus communément la vie des miséreux.
En tout cas, à partir du XIIe siècle, le statut des lépreux reste inchangé : ce sont des morts civils, laissés à eux-mêmes ou aux bonnes volontés qui acceptent le même sort funeste. Différente d’un hospice, la léproserie se conçoit comme une communauté de réprouvés subissant leurs châtiments ou leurs peines de Dieu. Cette humanité déchue par le droit obéit à des interdits de contact et d’échanges avec les bonnes communautés qui leur doivent en retour charité chrétienne. Cette communauté ne possède ni médecins ni semble-t-il de prêtres fixes. Une confrérie chrétienne, fruit de la collaboration des anciens malades les plus vaillants, y pratique les rites d’enterrement et d’inhumation. Des grappes humaines sont pourtant visibles sur la montagne de la Madeleine et souvent très près de la route. Les rapports des voyages ducaux, passant par la route, qui reprend l’ancien chemin saint Dié, mentionnent en 1306 « la Chenal qu’on dit aux malades » ou « dès les malades de Saint-Dié qu’on dit à la Chenal ».
Les lieux refuges pour les malades de la lèpre apparaissent pourtant multiples au piémont de cette montagne : La Chenal, Rouge Pierre, puis Charémont, Clairemont ou Clermont sur le sommet, sont attestées. Mais surtout les trois maladreries les plus anciennes et les plus importantes sont à Herbaville. L’épicentre du dispositif soupçonné par Bardy se situe d’une manière générale en limite du ban d'Étival, à l’est de Brehimont, des Feignes et de La Bourgonce.
L’église omnipotente s’engage, par l’intermédiaire des responsables de la communauté ou de la confrérie des macels, à fournir soins, vêtements et nourriture, à lever des aumônes si besoin, mais l’héritage des loges, maizes ou bordes revient à la communauté et surtout, les biens de valeur ou extérieures sont versés à l’église protectrice.
Preuve de la richesse du chapitre saint Dié et de la charité chrétienne des responsables, le chanoine Simon apportent des legs aux mezels. Le chanoine Gillebert, en 1380, donne des vaches à la confrérie des macels. D'une manière générale, le chapitre a la charge de protéger les malades des hospices. C’est ainsi que les habitants des Moitresses, probablement plus valides que les autres, ont reçu le statut honorable de moitriers du chapitre[Quoi ?]. Une ferme a également été gérée à moitié pour le profit de l’hospice.
Les gestionnaires du chapitre ont inclus sous leur férule cette communauté singulière de malades réprouvés qui s'étend à l'origine sur le ban forestier d’Estival. Sa gestion est conjointe à la madeleine de Charémont, réserve limitée à une grande clairière forestière sur le versant sud de l’Ormont et les bois à son orée, en amont de Frapelle. Cette dernière madeleine semble plus favorisée au XVe siècle et ressemble à un lieu transitoire de réhabilitation.
Décrire ce sanctuaire de lépreux nécessite d’avoir à l’esprit des frontières gardées, étroitement surveillées aux quatre coins du massif. Ce n’est pas le cas car des malades s’échappent facilement. Mais si le physique les trahit, malheur à eux. En 1321, deux lépreuses échappées de La Chenal sont remarquées aux abords de Saint-Dié. Le prévôt du duc les fait fouetter et brûler sur le lieu d’arrestation. Outré par l’abus à sa justice souveraine, le chapitre exige amende honorable de l’officier ducal : celui-ci livre deux mannequins à la justice capitulaire. Les chanoines savourent la reconnaissance de leurs droits, jugent les mannequins des récalcitrantes en procès solennel, les condamnent et se chargent de clore la procédure en les livrant eux-mêmes aux flammes.
Sur les escarpements méridionales de La Madeleine, dans les forêts de Mortagne, la tradition rapporte l’existence de villages de lépreux indépendants et quasiment autonomes. Ces humbles réfugiés au plus profond du sanctuaire forestier échappaient à la rapine de voleurs attirés par les sources de provendes religieuses ou était-ce la nécessite de fuir une cohorte quémandeuse ou harcelante de pauvres, infiltrés de leur plein gré ou expédiées arbitrairement par des pratiques scélérates d’autorité. Mais les lépreux isolés perdaient la plus grande part de l’aide et devaient obligeance et service aux gruyers représentant les seigneurs comparsonniers du ban forestier.
En dehors des périodes d’épidémies ou d’extension de la lèpre, d’autres bandes misérables violentes et agressives, composées de gredins et gréchonats, transgressent les interdits à leurs risques et périls et viennent profiter de l’aubaine des distributions généreuses ou dérober sans vergogne aux malades pris en charge. Aussi le sens de l’humilité et de miséricorde des confréries semble mis à rude épreuve et ne se maintient efficace que dans un cadre autoritaire et militaire. D'autant que l’infamie divine se double, à maintes reprises selon la tradition orale, de prostitution et de corruption. Aux époques où les confréries perdaient leur vigueur militaire et leur foi, le sanctuaire devenait un lieu de perdition et les malades ou les pauvres maltraités ne servaient qu’à assurer la richesse des puissants maîtres du camp forestier. La prostitution féminine maintenant la fortune et l’influence des milieux dirigeants accompagnait la livraison contrainte de filles démunies ou domestiques, décidées à survivre dans cet enfer sordide.
La pauvreté ayant été prise à bras le corps par l’ordre des Capucins au XVIIe siècle, la léproserie de La Chenal a retrouvé la quiétude et la tranquillité forestière. La lèpre moins sévère, soignée dans de bonnes conditions, a disparu graduellement.

### Attitude des communautés des abords: entre refus et oubli
L’historien se pose la question de la cohabitation des communautés de pauvres malades et des réprouvés à proximité de hameaux montagnards. Le territoire, réuni par la communauté de Saint-Michel, a longtemps été scindé en deux parts importantes et expliquent la longue domination de Nompatelize sur le Haut ban d'Étival, alors que Saint-Michel semblait favoriser par la situation économique à la fin du Moyen Âge. Son territoire pratique a longtemps été réduit à la communauté de Bréhimont et à des bouts de finages, comme les Feignes.
Toutes les communautés environnantes ont accueilli des descendants des proscrits survivants du ban forestier, à commencer par les plus modestes communautés de Taintrux, Les Rouges-Eaux, Mortagne, La Bourgonce, Saint-Michel et Saint-Dié. La madeleine de Charémont a libéré aussi les descendants de lépreux sur le versant méridional de l’Ormont. La Magdeleine de Remiremont, plus tard Laval-sur-Vologne, et même Sainte-Marie-Madeleine en Alsace avant le développement minier du XVIe siècle sont nommés lazaret ou madeleine. Tous ces lieux ont été stigmatisés et les communautés populeuses, qui en sont issues, ont souvent effacé plus tard leur origine misérable et marquage infamant. Au lieu d’une honte ou d’une tache superstitieuse, ne peut-on y voir une vraie force de vitalité ?
Les montagnards vosgiens qualifient assez péjorativement de behhlé les habitants en aval de Saint-Dié. Plus qu’une bassesse géographique, elle rappelle que maintes familles ont surgi de nulle part, et en particulier de cette contrée forestière mis hors du ban civil et de facto non soumis à l’impôt. Ses familles étaient stricto sensu foraines.
Une vieille tradition de moqueries par onomatopée accablait les habitants aux abords des madeleines. Les habitants de Taintrux portaient le sobriquet de meury ou hannetons. Ces insectes sortant de terre ravagent les arbres fruitiers et font un bruit aigu avec leurs ailes. Il est aisé de détruire un hanneton repéré en le faisant s’écraser tout seul sur une surface. C’est pourquoi les jeunes fougueux de Taintrux étaient aussi nommés par onomatopée du parcours de l’insecte, zig top.

## Légendes
Les anciens montagnards de Saint-Dié auscultaient par un regard fréquent les hauteurs de La Madeleine dès les frimas de l’automne, souvent bien avant le mois de novembre. Ils frissonnaient devant la Mouhi H’nquin qui y règne annonciatrice du froid et des coups de vent dévastateurs. Les souffles mugissants donnaient naissance à des vastes tourbillons ravageurs et à des ondées visibles au loin. À ce moment des premières tempêtes, l’observateur posté depuis la vallée ou plus tard un égaré sur le massif après qu'un brouillard d'altitude ait tout enveloppé comme un linceul, pouvait comprendre la cause de ces bruits infernaux : une chasse sauvage composée de guerriers morts sans sépultures et de chiens affamés, de démons insatiables et de tentatrices passait et repassait, faisant monter des tourbillons de poussière diaboliques et lever des brumes givrantes.
Cette chasse qui se poursuivait éternellement pendant l’hiver, obsédante traque d’un cerf immortel aux cornes d’or selon quelques conteurs, devait se cantonner à la vaste montagne de La Madeleine. Le meneur de la meute était Maheu ou Maheux, ancien grand prévôt de la Collégiale, personnage pervers et débauché, meurtrier de l’évêque et finalement tué par la lance de son neveu, le bon duc de Lorraine. Le jeune duc de Lorraine avait été contraint d’occire cet oncle rebelle à toute autorité. En été, les voyageurs pouvaient parfois entendre les cris de désespérances, les passants non protégées par une coquille Saint-Jacques craignaient même des musiques tentatrices et mortelles. En hiver, les sons de la Mennée Hennequin composent une musique de clochettes endiablées ou parfois un bruit incessant de rémouleur, une remolin qui peut mortifier au plus profond le corps de celui qui l’écoute sans protection.
Le repère fortifié du prélat débauché Maheux a été identifié par quelques archéologues à la Chaise du Roi, conformément à la légende sur le sommet de la Madeleine. Maheux en fuite y aurait vécu de rapines et de brigandage, s'unissant avec sa propre fille, enfant d'une nonne, avant de surprendre et tuer son excommunicateur l’évêque de Toul à la passée du Renard, près de Roncinfête. Cet acte suscita l’ire ducale et il fut pourchassé et tué de sa main.
Ces hordes diaboliques ou chasses infernales peuvent ailleurs être ramenées à la raison ou tempérées par saint Hubert, saint Eustache ou Arthur. Ici il n’en est pas question. Les garde-fous sont clairement guerriers. La Croix Saint-Georges ou les roches Saint-Martin aux confins du Kemberg, le petit sanctuaire Saint-Dié à son piémont, la chapelle Saint-Michel au sommet proche de Bréhimont, autrefois dédiée à Belenos, les Jumeaux aux vertus d’entraide combattante exemplaires… tous ces lieux, mis à part les cols aux noms apaisant les esprits tourmentés, rappellent que les saints protecteurs, les dieux celtiques, et même les montagnes archaïques voisines repoussent et cantonnent la fureur dévastatrice. Au besoin ils terrassent ou annihilent localement ce dragon, qui cause tant de tumultes climatiques et de furieuses tempêtes.